# Torneo del Interior B 2010
El Torneo del Interior 2010 - Zona Ascenso, también llamado "Torneo del Interior B 2010", fue la sexta edición del segundo nivel del Torneo del Interior, competencia organizada por la Unión Argentina de Rugby que reúne a los mejores clubes de todas las uniones provinciales de la Argentina, excluyendo a la Unión de Rugby de Buenos Aires. Se llevó a cabo entre el 18 de septiembre y el 6 de noviembre de 2010.
Por primera vez en la historia del Torneo del Interior A y B, disputaron la final dos equipos provenientes de una misma región clasificatoria: Gimnasia y Tiro de Salta y Lince de Tucumán, ambos provenientes del Torneo Regional NOA. El conjunto salteño se consagró campeón al derrotar a los tucumanos por 23-14 tras ir perdiendo 0-14 en los primeros quince minutos de juego, consiguiendo así su primer título a nivel nacional y su segundo título principal tras la obtención del Regional NOA de 1999.
El torneo también se destacó por la participación de Neuquén Rugby Club, que alcanzó la instancia de semifinales por segunda temporada consecutiva, siendo el primer club perteneciente a la región actualmente comprendida por el Torneo Regional Patagónico en hacerlo. Si bien el mismo club ya había alcanzado dicha instancia en la temporada anterior, en aquella ocasión clasificaron a las semifinales de forma directa tras ganar un grupo compuesto por equipos de su misma región geográfica.

## Equipos participantes
Clasificaron al torneo 16 clubes, los cuales clasificaron de acuerdo a su desempeño en los distintos torneos regionales: 3 del Torneo Regional Centro, 3 del Torneo Regional del Litoral, 2 del Torneo Regional del NOA, 2 del Torneo Regional del NEA, 2 del Torneo Regional del Oeste, 2 del Torneo Regional Pampeano y 2 del Torneo Regional Patagónico.
| Club                          | Vía de clasificación                                |
| ----------------------------- | --------------------------------------------------- |
| Jockey Club de Villa María    | 4.º puesto en el Torneo Regional Centro 2010.       |
| Jockey Club de Córdoba        | 5.º puesto en el Torneo Regional Centro 2010.       |
| Urú Curé                      | 6.º puesto en el Torneo Regional Centro 2010.       |
| Gimnasia y Esgrima de Rosario | 5.º puesto en el Torneo Regional del Litoral 2010.  |
| Universitario de Rosario      | 6.º puesto en el Torneo Regional del Litoral 2010.  |
| Universitario de Santa Fe     | 7.º puesto en el Torneo Regional del Litoral 2010.  |
| Teqüe Rugby Club              | 3.º puesto en el Torneo Regional del Oeste 2010.    |
| Mendoza Rugby Club            | 4.º puesto en el Torneo Regional del Oeste 2010.    |
| Regatas Resistencia           | Campeón del Torneo Regional del Nordeste 2010.      |
| CURNE                         | Subcampeón del Torneo Regional del Nordeste 2010.   |
| Lince                         | 6.º puesto en el Torneo Regional del Noroeste 2010. |
| Gimnasia y Tiro               | 7.º puesto en el Torneo Regional del Noroeste 2010. |
| San Ignacio Rugby             | 3.º puesto en el Torneo Regional Pampeano 2010.     |
| Comercial Rugby Club          | 4.º puesto en el Torneo Regional Pampeano 2010.     |
| Neuquén Rugby Club            | Campeón del Torneo Regional Patagónico 2010.        |
| Marabunta                     | Subcampeón del Torneo Regional Patagónico 2010.     |

### Distribución geográfica de los equipos
| Jurisdicción              | Cant. | Equipos                                                  |
| ------------------------- | ----- | -------------------------------------------------------- |
| Provincia de Santa Fe     | 3     | Universitario de Santa Fe, GER, Universitario de Rosario |
| Provincia de Córdoba      | 3     | Jockey de Córdoba, Urú Curé, Jockey Villa María          |
| Provincia de Mendoza      | 2     | Teqüe, Mendoza                                           |
| Provincia de Chaco        | 2     | Regatas, CURNE                                           |
| Provincia de Buenos Aires | 2     | Comercial, San Ignacio                                   |
| Provincia de Tucumán      | 1     | Lince                                                    |
| Provincia de Salta        | 1     | Gimnasia y Tiro                                          |
| Provincia de Neuquén      | 1     | Neuquén                                                  |
| Provincia de Río Negro    | 1     | Marabunta                                                |

## Primera fase

### Zona 1
| Pos. | Equipos             | Partidos | Partidos | Partidos | Tantos | Tantos | Tantos | Pts. |
| Pos. | Equipos             | G        | E        | P        | PF     | PC     | DP     | Pts. |
| ---- | ------------------- | -------- | -------- | -------- | ------ | ------ | ------ | ---- |
| 1.º  | Urú Curé            | 3        | 0        | 0        | 79     | 55     | +24    | 12   |
| 2.º  | Universitario (SF)  | 2        | 0        | 1        | 65     | 54     | +11    | 8    |
| 3.º  | Regatas Resistencia | 1        | 0        | 2        | 62     | 69     | -7     | 4    |
| 4.º  | CURNE               | 0        | 0        | 3        | 45     | 73     | -28    | 0    |

|  | Clasifica a segunda fase |

| 18 de septiembre | Regatas Resistencia | 18 - 28 | Urú Curé |                                    |                                    |
|                  |                     | Reporte |          | Árbitro(s): Carlos Pinto (Tucumán) | Árbitro(s): Carlos Pinto (Tucumán) |

| 18 de septiembre | CURNE | 15 - 17 | Universitario (SF) |                                  |                                  |
|                  |       | Reporte |                    | Árbitro(s): Ariel Burgos (Salta) | Árbitro(s): Ariel Burgos (Salta) |

| 25 de septiembre | Universitario (SF) | 24 - 13 | Regatas Resistencia |                                     |                                     |
|                  |                    | Reporte |                     | Árbitro(s): Gustavo Ianchina (Cuyo) | Árbitro(s): Gustavo Ianchina (Cuyo) |

| 25 de septiembre | Urú Curé | 25 - 13 | CURNE |                                            |                                            |
|                  |          | Reporte |       | Árbitro(s): Diego Dlugovitzky (Entre Ríos) | Árbitro(s): Diego Dlugovitzky (Entre Ríos) |

| 2 de octubre | Regatas Resistencia | 31 - 17 | CURNE |                                       |                                       |
|              |                     | Reporte |       | Árbitro(s): Héctor Morales (Nordeste) | Árbitro(s): Héctor Morales (Nordeste) |

| 2 de octubre | Urú Curé | 26 - 24 | Universitario (SF) |                                   |                                   |
|              |          | Reporte |                    | Árbitro(s): Osvaldo Cuello (Cuyo) | Árbitro(s): Osvaldo Cuello (Cuyo) |

### Zona 2
| Pos. | Equipos         | Partidos | Partidos | Partidos | Tantos | Tantos | Tantos | Pts. |
| Pos. | Equipos         | G        | E        | P        | PF     | PC     | DP     | Pts. |
| ---- | --------------- | -------- | -------- | -------- | ------ | ------ | ------ | ---- |
| 1.º  | Lince           | 3        | 0        | 0        | 84     | 63     | +21    | 12   |
| 2.º  | Gimnasia y Tiro | 2        | 0        | 1        | 103    | 90     | +13    | 8    |
| 3.º  | Teqüe           | 1        | 0        | 2        | 77     | 61     | +16    | 4    |
| 4.º  | Mendoza RC      | 0        | 0        | 3        | 71     | 121    | -50    | 0    |

|  | Clasifica a segunda fase |

| 18 de septiembre | Teqüe | 17 - 20 | Lince |                                       |                                       |
|                  |       | Reporte |       | Árbitro(s): Víctor Riera (Alto Valle) | Árbitro(s): Víctor Riera (Alto Valle) |

| 18 de septiembre | Mendoza RC | 38 - 49 | Gimnasia y Tiro |                                       |                                       |
|                  |            | Reporte |                 | Árbitro(s): Juan C. Tissera (Córdoba) | Árbitro(s): Juan C. Tissera (Córdoba) |

| 25 de septiembre | Gimnasia y Tiro | 27 - 21 | Teqüe |                                          |                                          |
|                  |                 | Reporte |       | Árbitro(s): Fernando Rodríguez (Córdoba) | Árbitro(s): Fernando Rodríguez (Córdoba) |

| 25 de septiembre | Lince | 33 - 19 | Mendoza RC |                                        |                                        |
|                  |       | Reporte |            | Árbitro(s): Javier Villalba (Santa Fe) | Árbitro(s): Javier Villalba (Santa Fe) |

| 2 de octubre | Teqüe | 39 - 14 | Mendoza RC |                                    |                                    |
|              |       | Reporte |            | Árbitro(s): Claudio Antonio (Cuyo) | Árbitro(s): Claudio Antonio (Cuyo) |

| 2 de octubre | Lince | 31 - 27 | Gimnasia y Tiro |                                      |                                      |
|              |       | Reporte |                 | Árbitro(s): Marcelo Albaca (Tucumán) | Árbitro(s): Marcelo Albaca (Tucumán) |

### Zona 3
| Pos. | Equipos                | Partidos | Partidos | Partidos | Tantos | Tantos | Tantos | Pts. |
| Pos. | Equipos                | G        | E        | P        | PF     | PC     | DP     | Pts. |
| ---- | ---------------------- | -------- | -------- | -------- | ------ | ------ | ------ | ---- |
| 1.º  | Jockey Club (VM)       | 3        | 0        | 0        | 78     | 53     | +25    | 12   |
| 2.º  | Universitario (R)      | 2        | 0        | 1        | 90     | 82     | +8     | 8    |
| 3.º  | Jockey Club (C)        | 1        | 0        | 2        | 74     | 77     | -3     | 4    |
| 4.º  | Gimnasia y Esgrima (R) | 0        | 0        | 3        | 68     | 98     | -30    | 0    |

|  | Clasifica a segunda fase |

| 18 de septiembre | Jockey Club (VM) | 20 - 17 | Gimnasia y Esgrima (R) |                                      |                                      |
|                  |                  | Reporte |                        | Árbitro(s): Luis Martínez (Misiones) | Árbitro(s): Luis Martínez (Misiones) |

| 18 de septiembre | Jockey Club (C) | 24 - 26 | Universitario (R) |                                    |                                    |
|                  |                 | Reporte |                   | Árbitro(s): Augusto Báez (Formosa) | Árbitro(s): Augusto Báez (Formosa) |

| 25 de septiembre | Universitario (R) | 27 - 44 | Jockey Club (VM) |                                |                                |
|                  |                   | Reporte |                  | Árbitro(s): Rubén Díaz (Salta) | Árbitro(s): Rubén Díaz (Salta) |

| 25 de septiembre | Gimnasia y Esgrima (R) | 37 - 41 | Jockey Club (C) |                                      |                                      |
|                  |                        | Reporte |                 | Árbitro(s): Carlos Romero (Nordeste) | Árbitro(s): Carlos Romero (Nordeste) |

| 2 de octubre | Jockey Club (VM) | 14 - 9  | Jockey Club (C) |                                      |                                      |
|              |                  | Reporte |                 | Árbitro(s): Augusto Agüero (Córdoba) | Árbitro(s): Augusto Agüero (Córdoba) |

| 5 de octubre | Gimnasia y Esgrima (R) | 14 - 37 | Universitario (R) |                                        |                                        |
|              |                        | Reporte |                   | Árbitro(s): Alejandro García (Rosario) | Árbitro(s): Alejandro García (Rosario) |

### Zona 4
Al haber un triple empate y no utilizar el sistema de puntos bonus, los dos clasificados a la segunda fase fueron definidos por cantidad total de tries anotados: San Ignacio anotó 13, Neuquén RC 10 y Comercial 9.
| Pos. | Equipos     | Partidos | Partidos | Partidos | Tantos | Tantos | Tantos | Pts. |
| Pos. | Equipos     | G        | E        | P        | PF     | PC     | DP     | Pts. |
| ---- | ----------- | -------- | -------- | -------- | ------ | ------ | ------ | ---- |
| 1.º  | San Ignacio | 2        | 0        | 1        | 92     | 55     | +37    | 8    |
| 2.º  | Neuquén RC  | 2        | 0        | 1        | 70     | 63     | +7     | 8    |
| 3.º  | Comercial   | 2        | 0        | 1        | 77     | 60     | +17    | 8    |
| 4.º  | Marabunta   | 0        | 0        | 3        | 29     | 90     | -61    | 0    |

|  | Clasifica a segunda fase |

| 18 de septiembre | Neuquén RC | 32 - 13 | San Ignacio |                                      |                                      |
|                  |            | Reporte |             | Árbitro(s): César Della Torre (Cuyo) | Árbitro(s): César Della Torre (Cuyo) |

| 18 de septiembre | Marabunta | 12 - 21 | Comercial |                                      |                                      |
|                  |           | Reporte |           | Árbitro(s): Gustavo Pérez (San Juan) | Árbitro(s): Gustavo Pérez (San Juan) |

| 25 de septiembre | Comercial | 38 - 20 | Neuquén RC |                                           |                                           |
|                  |           | Reporte |            | Árbitro(s): Federico Cosse (Buenos Aires) | Árbitro(s): Federico Cosse (Buenos Aires) |

| 25 de septiembre | San Ignacio | 51 - 5  | Marabunta |                                         |                                         |
|                  |             | Reporte |           | Árbitro(s): Rafael Conti (Buenos Aires) | Árbitro(s): Rafael Conti (Buenos Aires) |

| 2 de octubre | Neuquén RC | 18 - 12 | Marabunta |                                         |                                         |
|              |            | Reporte |           | Árbitro(s): Andrés Benítez (Alto Valle) | Árbitro(s): Andrés Benítez (Alto Valle) |

| 2 de octubre | San Ignacio | 28 - 18 | Comercial |                                                 |                                                 |
|              |             | Reporte |           | Árbitro(s): Francisco Cersósimo (Mar del Plata) | Árbitro(s): Francisco Cersósimo (Mar del Plata) |

## Segunda fase

#### Zona A
| Pos. | Equipos           | Partidos | Partidos | Partidos | Tantos | Tantos | Tantos | Pts. |
| Pos. | Equipos           | G        | E        | P        | PF     | PC     | DP     | Pts. |
| ---- | ----------------- | -------- | -------- | -------- | ------ | ------ | ------ | ---- |
| 1.º  | Gimnasia y Tiro   | 3        | 0        | 0        | 72     | 44     | +28    | 12   |
| 2.º  | Urú Curé          | 2        | 0        | 1        | 78     | 54     | +24    | 8    |
| 3.º  | Universitario (R) | 1        | 0        | 2        | 56     | 69     | -13    | 4    |
| 4.º  | San Ignacio       | 0        | 0        | 3        | 54     | 93     | -39    | 0    |

|  | Clasifica a semifinales |

| 9 de octubre | Urú Curé | 18 - 22 | Gimnasia y Tiro |                                            |                                            |
|              |          | Reporte |                 | Árbitro(s): Diego Dlugovitzky (Entre Ríos) | Árbitro(s): Diego Dlugovitzky (Entre Ríos) |

| 9 de octubre | San Ignacio | 17 - 35 | Universitario (R) |                                       |                                       |
|              |             | Reporte |                   | Árbitro(s): Víctor Riera (Alto Valle) | Árbitro(s): Víctor Riera (Alto Valle) |

| 16 de octubre | Universitario (R) | 7 - 24  | Urú Curé |                                          |                                          |
|               |                   | Reporte |          | Árbitro(s): Fernando Martorell (Tucumán) | Árbitro(s): Fernando Martorell (Tucumán) |

| 16 de octubre | San Ignacio | 12 - 22 | Gimnasia y Tiro |                                      |                                      |
|               |             | Reporte |                 | Árbitro(s): Augusto Agüero (Córdoba) | Árbitro(s): Augusto Agüero (Córdoba) |

| 23 de octubre | Urú Curé | 36 - 25 | San Ignacio |                                        |                                        |
|               |          | Reporte |             | Árbitro(s): Alejandro García (Rosario) | Árbitro(s): Alejandro García (Rosario) |

| 23 de octubre | Gimnasia y Tiro | 28 - 14 | Universitario (R) |                                     |                                     |
|               |                 | Reporte |                   | Árbitro(s): Gustavo Ianchina (Cuyo) | Árbitro(s): Gustavo Ianchina (Cuyo) |

#### Zona B
| Pos. | Equipos            | Partidos | Partidos | Partidos | Tantos | Tantos | Tantos | Pts. |
| Pos. | Equipos            | G        | E        | P        | PF     | PC     | DP     | Pts. |
| ---- | ------------------ | -------- | -------- | -------- | ------ | ------ | ------ | ---- |
| 1.º  | Lince              | 3        | 0        | 0        | 123    | 50     | +73    | 12   |
| 2.º  | Neuquén RC         | 2        | 0        | 1        | 72     | 104    | -32    | 8    |
| 3.º  | Universitario (SF) | 1        | 0        | 2        | 93     | 101    | -8     | 4    |
| 4.º  | Jockey Club (VM)   | 0        | 0        | 3        | 69     | 102    | -33    | 0    |

|  | Clasifica a semifinales |

| 9 de octubre | Lince | 39 - 17 | Universitario (SF) |                                      |                                      |
|              |       | Reporte |                    | Árbitro(s): Carlos Romero (Nordeste) | Árbitro(s): Carlos Romero (Nordeste) |

| 9 de octubre | Jockey Club (VM) | 21 - 25 | Neuquén RC |                                    |                                    |
|              |                  | Reporte |            | Árbitro(s): Mauro Rivera (Rosario) | Árbitro(s): Mauro Rivera (Rosario) |

| 16 de octubre | Neuquén RC | 10 - 49 | Lince |                                     |                                     |
|               |            | Reporte |       | Árbitro(s): Daniel Araque (Austral) | Árbitro(s): Daniel Araque (Austral) |

| 16 de octubre | Jockey Club (VM) | 25 - 42 | Universitario (SF) |                                             |                                             |
|               |                  | Reporte |                    | Árbitro(s): Federico Anselmi (Buenos Aires) | Árbitro(s): Federico Anselmi (Buenos Aires) |

| 23 de octubre | Lince | 35 - 23 | Jockey Club (VM) |                                    |                                    |
|               |       | Reporte |                  | Árbitro(s): Augusto Báez (Formosa) | Árbitro(s): Augusto Báez (Formosa) |

| 23 de octubre | Universitario (SF) | 34 - 37 | Neuquén RC |                                    |                                    |
|               |                    | Reporte |            | Árbitro(s): Agustín Auad (Tucumán) | Árbitro(s): Agustín Auad (Tucumán) |

## Fase final

### Cuadro de desarrollo
|  | Semifinales     | Semifinales   |       |                 | Final        | Final        |  |
|  | 31 de octubre   | 31 de octubre |       |                 | 6 de octubre | 6 de octubre |  |
|  |                 |               |       |                 |              |              |  |
|  |                 |               |       |                 |              |              |  |
|  | Gimnasia y Tiro | 34            |       |                 |              |              |  |
|  | Gimnasia y Tiro | 34            |       |                 |              |              |  |
|  | Neuquén RC      | 10            |       |                 |              |              |  |
|  | Neuquén RC      | 10            |       | Gimnasia y Tiro | 23           |              |  |
|  |                 |               |       | Gimnasia y Tiro | 23           |              |  |
|  |                 |               | Lince | 14              |              |              |  |
|  | Lince           | 56            | Lince | 14              |              |              |  |
|  | Lince           | 56            |       |                 |              |              |  |
|  | Urú Curé        | 30            |       |                 |              |              |  |
|  | Urú Curé        | 30            |       |                 |              |              |  |
|  |                 |               |       |                 |              |              |  |

Semifinales
| 31 de octubre | Gimnasia y Tiro | 34 - 10 | Neuquén RC |                                               |                                               |
|               |                 | Reporte |            | Árbitro(s): Francisco Pastrana (Buenos Aires) | Árbitro(s): Francisco Pastrana (Buenos Aires) |

| 31 de octubre | Lince | 56 - 30 | Urú Curé |                                 |                                 |
|               |       | Reporte |          | Árbitro(s): Andrés Ramos (Cuyo) | Árbitro(s): Andrés Ramos (Cuyo) |

Final
| 6 de octubre | Gimnasia y Tiro | 23 - 14 | Lince |                                      |                                      |
|              |                 | Reporte |       | Árbitro(s): Javier Mancuso (Córdoba) | Árbitro(s): Javier Mancuso (Córdoba) |

| Bandera de la Provincia de Salta |
| Gimnasia y Tiro Campeón          |
| Primer título                    |
|                                  |